# Anomala badia
Anomala badia är en skalbaggsart som beskrevs av Ohaus 1925. Anomala badia ingår i släktet Anomala och familjen Rutelidae. Inga underarter finns listade i Catalogue of Life.